# 薛德震
薛德震（1932年—2023年3月12日），男，江苏建湖人，中国哲学家、出版家，曾任人民出版社社长、总编辑，中国出版工作者协会副主席。